# Nils Wimarson
Nils Gerhard Wimarson, född 21 april 1872 i Kungsbacka, död 21 oktober 1944 i Göteborg, var en svensk historiker.

## Biografi
Wimarson blev student vid Lunds universitet 1889, filosofie doktor 1897, docent i historia samma år, lektor i Ystad 1906 och lektor vid Göteborgs högre realläroverk 1909. Han förordnades 1919 till rektor vid Kristianstads högre allmänna läroverk, men tillträdde aldrig befattningen. Wimarson blev ledamot av Vetenskaps- och Vitterhetssamhället i Göteborg 1915.

### Redaktörskap
- Göteborg : en översikt vid trehundraårsjubileet 1923 över stadens kommunala, kulturella och sociala förhållanden samt viktigaste näringsgrenar. Skrifter utgivna till Göteborgs stads trehundraårsjubileum genom jubileumsutställningens publikationskommitté, 99-0061987-0 ; 20. Göteborg: Utg. 1923. Libris 1481949. https://runeberg.org/gbg1923/
- Nordiska historikermötet i Göteborg 5-7 juli 1923 : berättelse. Göteborg: Wennerholm & Béwe. 1924. Libris 1475186